# 青少年法律
少年法适用于被认为低于法定年龄的人，因国家和文化而异。 通常，未成年人根据法律受到不同的待遇。 然而，即使是未成年人也可能被起诉为成年人。

## 按国家划分的少年法
在法国和美国，禁止未成年人采取一些行动，例如未成年人饮酒或吸烟，逃学，离家出走和不可治理。 因此，未成年人可以成为身份罪犯。

### 美国
在美国，青少年的定义因州而异。 该系统适用于6~10岁之间的任何人，具体取决于州和18;除了11州（包括佐治亚州，伊利诺伊州，路易斯安那州，马萨诸塞州，密歇根州，密苏里州，南卡罗来纳州和 因此，刑事多数从16，17或18开始。
1974年的联邦少年司法和犯罪法为美国未成年人设定了四个关键要求:
- 首先，地位罪犯的非机构化，将他们从少年大厅转移到基于社区或基于家庭的环境。
- 第二，少年罪犯和成年罪犯之间的隔离（视听分离）
- 第三，少年司法制度对将少年关进成人监狱的限制很大。
- 第四，保护少数群体在高度安全中不被过分代表。

除南达科他州和怀俄明州外，所有州都参加。

### 法国
法国有三个阶段的未成年人:
- 儿童还没有对行为的感知，没有犯罪，因此不能被定罪。
- 14~16岁的未成年人有他的洞察力. 根据2002年的一项法律，对他没有刑事处罚，但只能采取教育措施。
- 16~18岁的未成年人犯了罪，可以受到教育性的惩罚，在特殊情况下，可以受到刑事惩罚。

《刑法》第122-8条界定了16岁以下儿童的刑事不负责任。 16~18岁的人被认为是不负责任的,但如果情况和青少年的犯罪人格证明是合理的,他们可能被卷入刑事判决。